# ГЕС Карот
 ГЕС Карот — чинна гідроелектростанція, на північному сході Пакистану. Знаходячись між ГЕС Урі II (вище по течії в Індії) та ГЕС Мангла, входитиме до складу каскаду на річці Джелам, правій притоці Чинабу, який, своєю чергою, є правою притокою річки Сатледж (впадає ліворуч до Інду). При цьому між Урі II та Карот також збираються звести потужну ГЕС Кохала, проте станом на початок 2019-го її спорудження було заблоковане протестами місцевих жителів. Введено в експлуатацію 29 червня 2022 р.
У межах проєкту річку перекриють бетонною гравітаційною греблею висотою 96 метрів та довжиною 460 метрів, яка утримуватиме витягнуте по долині Джелама на 27 км водосховище з об'ємом 152 млн м3.
Зі сховища ресурс подаватиметься до машинного залу, розташованого на правому березі Джелама за 0,5 км від сховища та більш ніж за 1 км від греблі (в районі станції річка описує вигнуту на північ дугу). Основне обладнання складатиметься з чотирьох турбін типу Френсіс потужністю по 180 МВт, які використовуватимуть напір у 79 м та забезпечуватимуть виробництво 3174 млн кВт·год електроенергії на рік.
Видача продукції відбуватиметься по ЛЕП, розрахованій на роботу під напругою 500 кВ.
Проєкт реалізують через компанію Karot Power Company (KPCL), у якій головну участь має китайська корпорація China Three Gorges.